# Presidente da Alemanha Oriental

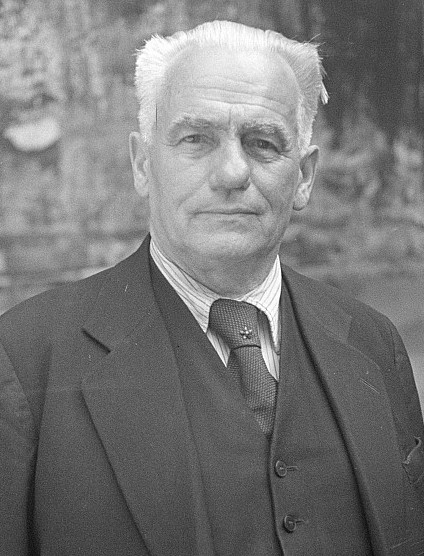
O primeiro indivíduo a exercer este cargo, Wilhelm Pieck.

O Chefe de Estado da Alemanha Oriental (RDA) foi criada desde o fim da ocupação da União Soviética na parte Oriental, Pós-Segunda Guerra Mundial (1939-1945) até 1990.

## Chefes de Estado da República Democrática Alemã (1949-1990)
| N. | Nome                            | Título                                | Início                 | Término                | Partido |
| -- | ------------------------------- | ------------------------------------- | ---------------------- | ---------------------- | ------- |
| 1. | Wilhelm Pieck                   | Presidente do Estado                  | 11 de Outubro de 1949  | 7 de Setembro de 1960  | SED     |
| -  | Johannes Dieckmann (interino)   | Presidente da Câmara do Povo          | 7 de Setembro de 1960  | 12 de Setembro de 1960 | LDPD    |
| 1. | Walter Ulbricht                 | Presidente do Conselho de Estado      | 12 de Setembro de 1960 | 1 de Agosto de 1973    | SED     |
| -  | Friedrich Ebert, Jr. (interino) | Vice-presidente do Conselho de Estado | 1 de Agosto de 1973    | 3 de Outubro de 1973   | SED     |
| 2. | Willi Stoph                     | Presidente do Conselho de Estado      | 3 de Outubro de 1973   | 29 de Outubro de 1976  | SED     |
| 3. | Erich Honecker                  | Presidente do Conselho de Estado      | 29 de Outubro de 1976  | 24 de Outubro de 1989  | SED     |
| 4. | Egon Krenz                      | Presidente do Conselho de Estado      | 24 de Outubro de 1989  | 6 de Dezembro de 1989  | SED     |
| 5. | Manfred Gerlach                 | Presidente do Conselho de Estado      | 6 de Dezembro de 1989  | 5 de Abril de 1990     | LDPD    |
| -  | Sabine Bergmann-Pohl (interino) | Presidente da Câmara do Povo          | 5 de Abril de 1990     | 2 de Outubro de 1990   | CDU     |